# Crkva sv. Jurja na rtu Marjana
Crkva sv. Jurja u Splitu, na rtu Marjana (lat. de puncta Marignani), Šetalište Marina Tartaglie, Hrvatska, zaštićeno je kulturno dobro.
Sagrađena je u 9. stoljeću, a u izvorima se prvi put spominje 1275. godine. Izgrađena je u neposrednoj blizini antičkog hrama božice Dijane. Crkva je pravokutnog tlocrta s apsidom i predromaničkog je stila. Izvorno je bila presvođena baćvastim svodom, koji je u 15. stoljeću zamijenjen gotičkim šiljatim svodom. Pronađeni su dijelovi oltarne pregrade iz 9. stoljeća, dekorirane pleternom ornamentikom, koja je obnovljena i vraćena na prvobitno mjesto.
Crkva je restaurirana 1973. godine, a 1996. godine postavljen je novi oltar.
Pod oznakom Z-3427 zavedena je kao nepokretno kulturno dobro - pojedinačno, pravna statusa zaštićena kulturnog dobra, klasificiranog kao sakralna graditeljska baština.